# 1877
| [ Edytuj tabelę ]              | |
| Król Polski (tytularny)        | - 1855 Aleksander II Romanow 1881 |
| Emir Afganistanu               | - 1867 Szer Ali Chan 1879 |
| Współksiążęta Andory           | - 1853 Josep Caixal i Estradé 1879 - 1873 Patrice Mac-Mahon 1879                                                                         |
| Prezydent Argentyny            | - 1874 Nicolás Avellaneda 1880 |
| Cesarz Austrii                 | - 1848 Franciszek Józef I 1916 |
| Król Bawarii                   | - 1864 Ludwik II 1886 |
| Król Belgów                    | - 1865 Leopold II 1909 |
| Premier Belgii                 | - 1871 Jules Malou 1878 |
| Prezydent Boliwii              | - 1876 Hilarión Daza 1879 |
| Cesarz Brazylii                | - 1831 Pedro II 1889 |
| Sułtan Brunei                  | - 1852 Abdul Momin 1885 |
| Prezydent Chile                | - 1876 Aníbal Pinto 1881 |
| Cesarz Chin                    | - 1875 Guangxu 1908 |
| Król Czech                     | - 1848 Franciszek Józef I 1916 |
| Król Danii                     | - 1863 Chrystian IX 1906 |
| Premier Danii                  | - 1875 Jacob Brønnum Scavenius Estrup 1894                                                                                               |
| Dalajlama                      | - 1876 Thubten Gjaco 1933 |
| Prezydent Dominikany           | - 1876 Buenaventura Báez 1878 |
| Władca Egiptu                  | - 1863 Isma’il Pasza 1879 |
| Premier Egiptu                 | - 1872 Taufik Pasza 1878 |
| Prezydent Ekwadoru             | - 1876 Ignacio de Veintermilla 1883 |
| Cesarz Etiopii                 | - 1871 Jan IV Kassa 1889 |
| Prezydent Francji              | - 1873 Patrice Mac-Mahon 1879 |
| Premier Francji                | - 1876 Jules Simon 1877 - 1877 Albert Victor de Broglie 1877 - 1877 Gaëtan de Rochebouët 1877 - 1877 Jules Dufaure 1879                  |
| Król Grecji                    | - 1863 Jerzy I 1913 |
| Prezydent Gwatemali            | - 1873 Justo Rufino Barrios 1885 |
| Prezydent Haiti                | - 1876 Pierre Théoma Boisrond-Canal 1879                                                                                                 |
| Król Hawajów                   | - 1874 Kalākaua 1891 |
| Król Hiszpanii                 | - 1874 Alfons XII 1885 |
| Premier Hiszpanii              | - 1875 Antonio Cánovas del Castillo 1879                                                                                                 |
| Król Holandii                  | - 1849 Wilhelm III 1890 |
| Premier Holandii               | - 1874 Jan Heemskerk 1877 - 1877 Jan Kappeyne van de Coppello 1879                                                                       |
| Prezydent Hondurasu            | - 1876 Marco Aurelio Soto 1883 |
| Szach Iranu                    | - 1848 Naser ad-Din Szah 1896 |
| Król Irlandii                  | - 1837 Wiktoria Hanowerska 1901 |
| Cesarz Japonii                 | - 1867 Mutsuhito 1912 |
| Kalif                          | - 1876 Abdülhamid II 1909 |
| Premier Kanady                 | - 1873 Alexander Mackenzie 1878 |
| Emir Kataru                    | - 1847 Muhammad ibn Sani 1878 |
| Prezydent Kolumbii             | - 1876 Aquileo Parra 1878 |
| Patriarcha Konstantynopola     | - 1873 Joachim II 1878 |
| Władca Korei                   | - 1863 Kojong 1907 |
| Prezydent Kostaryki            | - 1876 Vicente Herrera Zeledón (p.o.) 1877 - 1877 Tomás Guardia Gutiérrez 1882                                                           |
| Emir Kuwejtu                   | - 1866 Abd Allah II 1892 |
| Prezydent Liberii              | - 1876 James Spriggs-Payne 1878 |
| Książę Liechtensteinu          | - 1858 Jan II Dobry 1929 |
| Wielki książę Luksemburga      | - 1849 Wilhelm III 1890 |
| Premier Luksemburga            | - 1874 Baron de Blochausen 1885 |
| Sułtan Maroka                  | - 1873 Hassan I 1894 |
| Prezydent Meksyku              | - 1876 Porfirio Díaz 1880 |
| Książę Monako                  | - 1856 Karol III 1889 |
| Król Nepalu                    | - 1847 Surendra 1881 |
| Premier Nepalu                 | - 1857 Jang Bahadur Rana 1877 - 1877 Rana Udip Singh Bahadur Rana 1885                                                                   |
| Cesarz Niemiec                 | - 1871 Wilhelm I Hohenzollern 1888 |
| Kanclerz Niemiec               | - 1871 Otto von Bismarck 1890 |
| Prezydent Nikaragui            | - 1875 Pedro Joaquín Chamorro Alfaro 1879                                                                                                |
| Król Norwegii                  | - 1872 Oskar II 1905 |
| Premier Nowej Zelandii         | - 1876 Harry Atkinson 1877 - 1877 George Grey 1879                                                                                       |
| Sułtan Omanu                   | - 1870 Turki ibn Sa’id 1888 |
| Papież                         | - 1846 Pius IX 1878 |
| Prezydent Paragwaju            | - 1874 Juan Bautista Gill 1877 - 1877 Higinio Uriarte 1878                                                                               |
| Prezydent Peru                 | - 1876 Mariano Ignacio Prado 1879 |
| Król Portugalii                | - 1861 Ludwik 1889 |
| Król Prus                      | - 1861 Wilhelm I 1888 |
| Car Rosji                      | - 1855 Aleksander II 1881 |
| Książę Rumunii                 | - 1866 Karol I 1881 |
| Premier Rumunii                | - 1876 Ion Brătianu 1881 |
| Król Saksonii                  | - 1873 Albert I Wettyn 1902 |
| Prezydent Salwadoru            | - 1876 Rafael Zaldívar 1885 |
| Kapitanowie Regenci San Marino | - 1876 Settimio Belluzzi Michele Ceccoli 1877 - 1877 Innocenzo Bonelli Andrea Barbieri 1877 - 1877 Giuliano Belluzzi Pietro Ugolini 1878 |
| Książę Serbii                  | - 1868 Milan I Obrenowić 1882 |
| Prezydent Szwajcarii           | - 1877 Joachim Heer 1877 |
| Król Szwecji                   | - 1872 Oskar II 1907 |
| Premier Szwecji                | - 1876 Louis De Geer 1880 |
| Król Tajlandii                 | - 1868 Chulalongkorn 1910 |
| Król Tonga                     | - 1875 Jerzy Tupou I 1893 |
| Premier Tonga                  | - 1876 Tēvita ʻUnga 1879 |
| Sułtan Turków                  | - 1876 Abdülhamid II 1909 |
| Prezydent Urugwaju             | - 1876 Lorenzo Latorre 1880 |
| Prezydent USA                  | - 1869 Ulysses Grant 1877 - 1877 Rutherford Hayes 1881                                                                                   |
| Prezydent Wenezueli            | - 1870 Antonio Guzmán Blanco 1877 - 1877 Francisco Linares Alcántara 1878                                                                |
| Król Węgier                    | - 1848 Franciszek Józef I 1916 |
| Premier Węgier                 | - 1875 Kálmán Tisza 1890 |
| Monarcha Wielkiej Brytanii     | - 1837 Wiktoria 1901 |
| Premier Wielkiej Brytanii      | - 1874 Benjamin Disraeli 1880 |
| Cesarz Wietnamu                | - 1847 Tự Đức 1883 |
| Król Włoch                     | - 1861 Wiktor Emanuel II 1878 |

Rok 1877 / MDCCCLXXVII
stulecia: XVIII wiek ~
XIX wiek ~
XX wiek

dziesięciolecia:
1840–1849 •
1850–1859 •
1860–1869 •
1870–1879
• 1880–1889
• 1890–1899
• 1900–1909

lata: 1867 «
1872 «
1873 «
1874 «
1875 «
1876 «
1877
» 1878
» 1879
» 1880
» 1881
» 1882
» 1887

## Wydarzenia w Polsce
- 9 czerwca – w Warszawie odbyła się premiera opery Aida Giuseppe Verdiego z polskim tekstem.
- 27 czerwca – miało miejsce pierwsze objawienie w Gietrzwałdzie.
- 10 lipca – uruchomiono pierwszy tramwaj konny we Wrocławiu (ul. Krasińskiego - ZOO).
- 17 sierpnia – oddano do użytku Kolej Nadwiślańską.
- 1 września – Gdańsk uzyskał połączenie kolejowe z Warszawą.
- 16 września – w Gietrzwałdzie miało miejsce ostatnie objawienie Matki Boskiej.
- 6 października – w Krakowie ukazało się pierwsze wydanie tygodnika literacko-teatralno-artystycznego Echo.
- W Łodzi powstał Obywatelski Komitet Pomocy Biednym.
- Anna Tomaszewicz jako pierwsza Polka otrzymała tytuł doktora nauk medycznych na uniwersytecie w Zurychu.

## Wydarzenia na świecie
- 6 stycznia – Alois Hitler (Schicklgruber), ojciec Adolfa, dokonał urzędowej zmiany nazwiska.
- 8 stycznia – wojna o Black Hills: wojska amerykańskie pokonały Indian w bitwie pod Wolf Mountain.
- 20 stycznia – zakończyła się Konferencja Konstantynopolitańska, która doprowadziła do porozumienia w sprawie reform politycznych na Bałkanach.
- 29 stycznia – na wyspie Kiusiu wybuchł bunt Satsumy; bunt byłych samurajów przeciw nowemu rządowi cesarza Meiji.
- 30 stycznia – w Niemczech uchwalono ustawę regulującą postępowanie sądowe w procesie cywilnym.
- 2 marca – specjalna komisja Kongresu USA, wobec braku jednoznacznego rozstrzygnięcia w wyborach prezydenckich, przyznała zwycięstwo Rutherfordowi Hayesowi.
- 4 marca:
  - Rutherford Hayes został 19. prezydentem Stanów Zjednoczonych.
  - w Teatrze Wielkim w Moskwie odbyła się prapremiera baletu Jezioro łabędzie z muzyką Piotra Czajkowskiego.
- 6 marca – António José de Ávila został po raz trzeci premierem Portugalii.
- 19 marca – bunt samurajów w prowincji Satsuma: zwycięstwo wojsk cesarskich w bitwie pod Tarabuzaką.
- 3 kwietnia – w Wiedniu otwarto nowy gmach Akademii Sztuk Pięknych.
- 12 kwietnia:
  - Wielka Brytania zaanektowała Transwal.
  - w mieście Villarrica zginął w zamachu prezydent Paragwaju Juan Bautista Gill. Pełniącym obowiązki prezydenta został wiceprezydent Higinio Uriarte.
- 24 kwietnia – wojna rosyjsko-turecka: Rosja wypowiedziała wojnę Imperium Osmańskiemu. Wojna ta przywróciła Bułgarii niepodległość.
- 28 kwietnia – otwarto stadion Stamford Bridge w Londynie.
- 7 maja – wojna o Black Hills: zwycięstwo wojsk amerykańskich nad Dakotami w bitwie pod Lame Deer.
- 9 maja:
  - Rumunia uzyskała niepodległość (od Imperium osmańskiego).
  - trzęsienie ziemi i wywołane nim tsunami zabiły na pograniczu chilijsko-peruwiańskim około 2,5 tysiąca osób.
- 16 maja – we Francji doszło do pierwszego i największego kryzysu politycznego w historii III Republiki.
- 17 maja – Albert Victor de Broglie został po raz drugi premierem Francji.
- 18 maja – X wojna rosyjsko-turecka: pod Ploeszti delegacja mieszkańców rosyjskiej Samary przekazała powstańcom bułgarskim uszytą przez mniszki z tamtejszego monasteru Iwerskiej Ikony Matki Bożej Chorągiew Samarską, obecnie będącą jednym z historycznych symboli walk o niepodległość Bułgarii.
- 15 czerwca – Henry Ossian Flipper został pierwszym w historii czarnoskórym absolwentem Akademii Wojskowej Stanów Zjednoczonych.
- 26 czerwca – została stoczona bitwa pod Swisztowem, jedna z bitew rozpoczynających wojnę rosyjsko-turecką.
- 9 lipca – rozpoczął się pierwszy turniej tenisowy na Wimbledonie.
- 14 lipca – w Martinsburgu w Wirginii Zachodniej rozpoczął się Wielki strajk kolejowy, który rozszerzył się na wszystkie północne stany USA i został stłumiony po 45 dniach walk przez prywatne policje i wojska federalne.
- 19 lipca – finał 1. turnieju tenisowego w Wimbledonie (zwyciężył Spencer W. Gore).
- 12 sierpnia – Asaph Hall odkrył jeden z księżyców Marsa – Deimos.
- 16 sierpnia – zdobyto Grand Pic – najwyższy wierzchołek la Meije w grupie Écrins w Alpach Delfinackich.
- 18 sierpnia – Asaph Hall odkrył Fobosa, księżyc Marsa.
- 3 września – wojna rosyjsko-turecka: zwycięstwo Rosjan w bitwie pod Łoweczem.
- 5 września – zamordowano wodza indiańskiego Szalonego Konia (Tasunka Witko).
- 24 września – japońskie wojska cesarskie stłumiły bunt Satsumy, rewoltę byłych samurajów w prowincji Satsuma.
- 4 listopada – Portugalia: otwarto kolejowy most żelazny Maria Pia nad rzeką Duero.
- 29 listopada – Thomas Alva Edison zaprezentował fonograf.
- 6 grudnia – ukazał się pierwszy numer „The Washington Post”.
- 10 grudnia – wojna rosyjsko-turecka: upadek tureckiej twierdzy Plewen położonej na terenie dzisiejszej Bułgarii, obleganej przez Rosjan.
- Królowa Wiktoria przyjęła tytuł cesarzowej Indii.
- W Rosji powstała tajna organizacja Ziemla i Wola (druga)[1].
- New York Athletic Club zorganizował pierwsze lekkoatletyczne mistrzostwa USA.
- Kpt. inż. Charles Renard skonstruował aerostat o kształcie kulistym (balon obserwacyjny).

## Urodzili się
- 22 stycznia:
  - Wincenty Baranowski, polski polityk (zm. 1957)
  - Bolesław Leśmian[2], polski poeta, autor erotyków i ballad, płodny twórca neologizmów (zm. 1937)
- 30 stycznia – Maria od Ukrzyżowania Curcio, włoska zakonnica, błogosławiona katolicka (zm. 1957)
- 7 lutego:
  - Godfrey Harold Hardy, angielski matematyk (zm. 1947)
  - Feliks Nowowiejski, polski kompozytor i dyrygent (zm. 1946)
- 15 lutego – Louis Renault, francuski wynalazca i przedsiębiorca (zm. 1944)
- 17 lutego – André Maginot, francuski polityk, zaangażowany w budowę francuskich fortyfikacji (zm. 1932)
- 25 lutego – Emanuel González García, hiszpański biskup, święty katolicki (zm. 1940)
- 10 marca – Émile Sarrade, francuski rugbysta, medalista olimpijski (zm. 1953)
- 12 marca – Wilhelm Frick, działacz narodowo socjalistyczny, zbrodniarz wojenny (zm. 1946)
- 15 marca – Malcolm Whitman, amerykański tenisista (zm. 1932)
- 18 marca – Alfred Simón Colomina, hiszpański jezuita, męczennik, błogosławiony (zm. 1936)
- 4 kwietnia – Mordechaj Gebirtig, ludowy poeta i pieśniarz żydowski, z zawodu stolarz (zm. 1942)
- 5 kwietnia – Konstanty Wolny, górnośląski działacz narodowy i społeczny (zm. 1940)
- 14 kwietnia – Justyn Orona Madrigal, meksykański duchowny katolicki, męczennik, święty (zm. 1928)
- 23 kwietnia – Helena Zboińska, polska śpiewaczka (zm. 1948)
- 30 kwietnia – Alice B. Toklas, Amerykanka, kochanka pisarki Gertrude Stein (zm. 1967)
- 6 maja – Antoni Szulczyński, polski malarz (zm. 1922)
- 7 maja – Stanisława Wysocka, polska aktorka (zm. 1941)
- 10 maja – William Henry McMaster, amerykański polityk, senator ze stanu Dakota Południowa (zm. 1968)
- 16 maja – Janina Giżycka, polska pielęgniarka, działaczka społeczna i oświatowa (zm. 1937)
- 19 maja – Awel Jenukidze, gruziński i radziecki polityk (zm. 1937)
- 26 maja – Isadora Duncan, amerykańska tancerka (zm. 1927)
- 28 maja – Oskar Miłosz, poeta litewski i francuski (zm. 1939)
- 29 maja – Manuel Gómez González, hiszpański misjonarz, męczennik, błogosławiony katolicki (zm. 1924)
- 2 czerwca – Alexander Hugh Macmillan, amerykański działacz religijny, członek zarządu Towarzystwa Strażnica Świadków Jehowy (zm. 1966)
- 7 czerwca – Nykyta Budka, biskup pomocniczy archieparchii greckokatolickiej we Lwowie, błogosławiony katolicki (zm. 1949)
- 12 czerwca – Thomas Charles Hart, amerykański admirał, polityk, senator ze stanu Connecticut (zm. 1971)
- 19 czerwca – Charles Coburn, amerykański aktor (zm. 1961)
- 21 czerwca – Ludwik Puget, polski rzeźbiarz i malarz, historyk sztuki (zm. 1942)
- 1 lipca – Józef Jan Perot Juanmartí, hiszpański duchowny katolicki, męczennik, błogosławiony (zm. 1936)
- 2 lipca – Hermann Hesse, niemiecki prozaik, poeta i eseista (zm. 1962)
- 6 lipca – Włodzimierz Perzyński, polski dramaturg i prozaik (zm. 1930)
- 9 lipca – Czesław Sokołowski, polski duchowny katolicki, biskup siedlecki (zm. 1951)
- 18 lipca – Arne Sejersted, norweski żeglarz, medalista olimpijski (zm. 1960)
- 28 lipca – Jędrzej Marusarz Jarząbek, góral podhalański, przewodnik tatrzański, cieśla, ratownik górski (zm. 1961)
- 4 sierpnia – Romuald Jarmułowicz, polski polityk, samorządowiec, senator RP, prezydent Częstochowy (zm. 1944)
- 7 sierpnia:
  - Józef Ksawery Gorosterratzu Jaunarena, hiszpański redemptorysta, męczennik, błogosławiony katolicki (zm. 1936)
  - Hermann Rauschning, niemiecki polityk, prezydent Gdańska (zm. 1982)
- 10 sierpnia:
  - Harald Bergstedt, duński poeta, prozaik, dramaturg (zm. 1965)
  - Rudolf Hilferding, austriacki ekonomista, polityk, publicysta, wydawca pochodzenia żydowskiego (zm. 1941)
  - Frank Marshall, amerykański szachista (zm. 1944)
  - Wanda Niegolewska, polska ziemianka i działaczka społeczna, uczestniczka powstania wielkopolskiego i powstania warszawskiego, posłanka na Polski Sejm Dzielnicowy w Poznaniu (zm. 1970)
- 17 sierpnia – Artur Śliwiński, polski historyk, publicysta, polityk, członek Tymczasowej Rady Stanu Królestwa Polskiego, premier RP (zm. 1953)
- 22 sierpnia – George Lovic Pierce Radcliffe, amerykański polityk, senator ze stanu Maryland (zm. 1974)
- 2 września – Frederick Soddy, angielski chemik, laureat Nagrody Nobla (zm. 1956)
- 10 września – Katherine Sophie Dreier, amerykańska malarka (zm. 1952)
- 11 września:
  - Aleksandr Arbuzow, rosyjski chemik (zm. 1968)
  - Feliks Dzierżyński, rosyjski rewolucjonista polskiego pochodzenia, twórca Czeka (zm. 1926)
  - James Hopwood Jeans, brytyjski fizyk, astronom, matematyk (zm. 1946)
  - Roman Prawocheński, polski zootechnik (zm. 1965)
  - Rosika Schwimmer, węgierska polityk, działaczka feministyczna i pacyfistyczna pochodzenia żydowskiego (zm. 1948)
- 16 września – Teodor Sobański, polski działacz gospodarczy, polityk, kierownik resortu aprowizacji (zm. 1933)
- 18 września – Franciszek Kałuża, polski duchowny katolicki, męczennik, Sługa Boży (zm. 1941)
- 20 września – Jan Wantuła, polski ślusarz hutniczy, pomolog, pisarz ludowy i bibliofil związany z Ustroniem (zm. 1953)
- 1 października – Clement Deykin, brytyjski rugbysta, medalista olimpijski (zm. 1969)
- 2 października – Carl T. Hayden, amerykański polityk, senator ze stanu Arizona (zm. 1972)
- 4 października – Otto Wagner, niemiecki polityk, nadburmistrz Wrocławia (zm. 1962)
- 7 października:
  - Eugeniusz Kiernik, polski zoolog i paleontolog (zm. 1921)
  - Eufrazja od Najświętszego Serca Jezusa, hinduska zakonnica, święta katolicka (zm. 1952)
- 8 października – Fryderyk z Berga, hiszpański kapucyn, męczennik, błogosławiony katolicki (zm. 1937)
- 16 października – Florentyn Asensio Barroso, hiszpański biskup katolicki, męczennik, błogosławiony (zm. 1936)
- 26 października – Arnfinn Heje, norweski żeglarz, medalista olimpijski (zm. 1958)
- 27 października – Irena Solska, polska aktorka (zm. 1958)
- 28 października – Narcyz Putz, polski duchowny katolicki, męczennik, błogosławiony (zm. 1942)
- 31 sierpnia – Stanisław Rospond, polski duchowny katolicki, biskup pomocniczy krakowski (zm. 1958)
- 3 listopada – Carlos Ibáñez del Campo, chilijski polityk, prezydent Chile (zm. 1960)
- 4 listopada – Tomasz Arciszewski, polityk PPS, polski działacz socjalistyczny, premier Polski na emigracji w latach 1944–1947 (zm. 1955)
- 6 listopada – Kaspar Hassel, norweski żeglarz, medalista olimpijski (zm. 1962)
- 15 listopada – Leopold Skulski, premier Polski (zm. po 1939)
- 20 listopada – Herbert Pitman, Trzeci Oficer na "RMS Titanic" (zm. 1961)
- 24 listopada – Alben Barkley, amerykański polityk, wiceprezydent USA (zm. 1956)
- 3 grudnia – Richard Pearse, farmer, wynalazca i konstruktor nowozelandzki, który prawdopodobnie dokonał pierwszego lotu samolotem (zm. 1953)
- 13 grudnia – Salomon Wininger, austro-żydowski biografista (zm. 1968)
- 16 grudnia – Zbigniew Brochwicz-Lewiński, polski architekt, malarz, pułkownik kawalerii Wojska Polskiego II Rzeczypospolitej i Polskich Sił Zbrojnych (zm. 1951)
- 22 grudnia – Salwiusz Huix Miralpeix, hiszpański filipin, biskup Ibizy, męczennik, błogosławiony katolicki (zm. 1936)
- 27 grudnia – Mojżesz Tovini, włoski duchowny katolicki, błogosławiony (zm. 1930)
- 30 grudnia – Maria Pilar od św. Franciszka Borgiasza Martínez Garcia, hiszpańska karmelitanka, męczennica, błogosławiona katolicka (zm. 1936)
- data dzienna nieznana: 
  - Hryć Terszakoweć, ukraiński polityk, chłopski działacz społeczny (zm. 1958)
  - Ahuia Ova, tłumacz angielskiego, informator-przewodnik (zm. 1951)
  - Alfred Wolmark, polski artysta malarz i dekorator działający w Wielkiej Brytanii (zm. 1961)

## Zmarli
- 1 marca – Antoni Patek, polski zegarmistrz, uczestnik powstania listopadowego (ur. 1812)
- 4 marca – Placyda Viel, francuska zakonnica ze zgromadzenia Sióstr Szkół Chrześcijańskich, błogosławiona katolicka (ur. 1815)
- 29 marca – Alexander Braun, niemiecki botanik (ur. 1805)
- 7 sierpnia – Aleksander Kotsis, polski malarz (ur. 1836)
- 28 sierpnia – Maria Zelia Martin, francuska koronkarka, matka św. Teresy z Lisieux, święta katolicka (ur. 1831)
- 29 sierpnia – Brigham Young, drugi prezydent Kościoła Jezusa Chrystusa Świętych w Dniach Ostatnich (Kościoła "Mormonów") (ur. 1801)
- 3 września – Louis Adolphe Thiers, francuski polityk, prezydent Francji (ur. 1797)
- 5 września – Szalony Koń, wódz Oglalów (ur. 1849)
- 26 września – Hermann Grassmann, niemiecki polihistor (ur. 1809)
- 31 grudnia – Gustave Courbet, francuski malarz (ur. 1819)

## Święta ruchome
- Tłusty czwartek: 8 lutego
- Ostatki: 13 lutego
- Popielec: 14 lutego
- Niedziela Palmowa: 25 marca
- Wielki Czwartek: 29 marca
- Wielki Piątek: 30 marca
- Wielka Sobota: 31 marca
- Wielkanoc: 1 kwietnia
- Poniedziałek Wielkanocny: 2 kwietnia
- Wniebowstąpienie Pańskie: 10 maja
- Zesłanie Ducha Świętego: 20 maja
- Boże Ciało: 31 maja